# Kibbeling

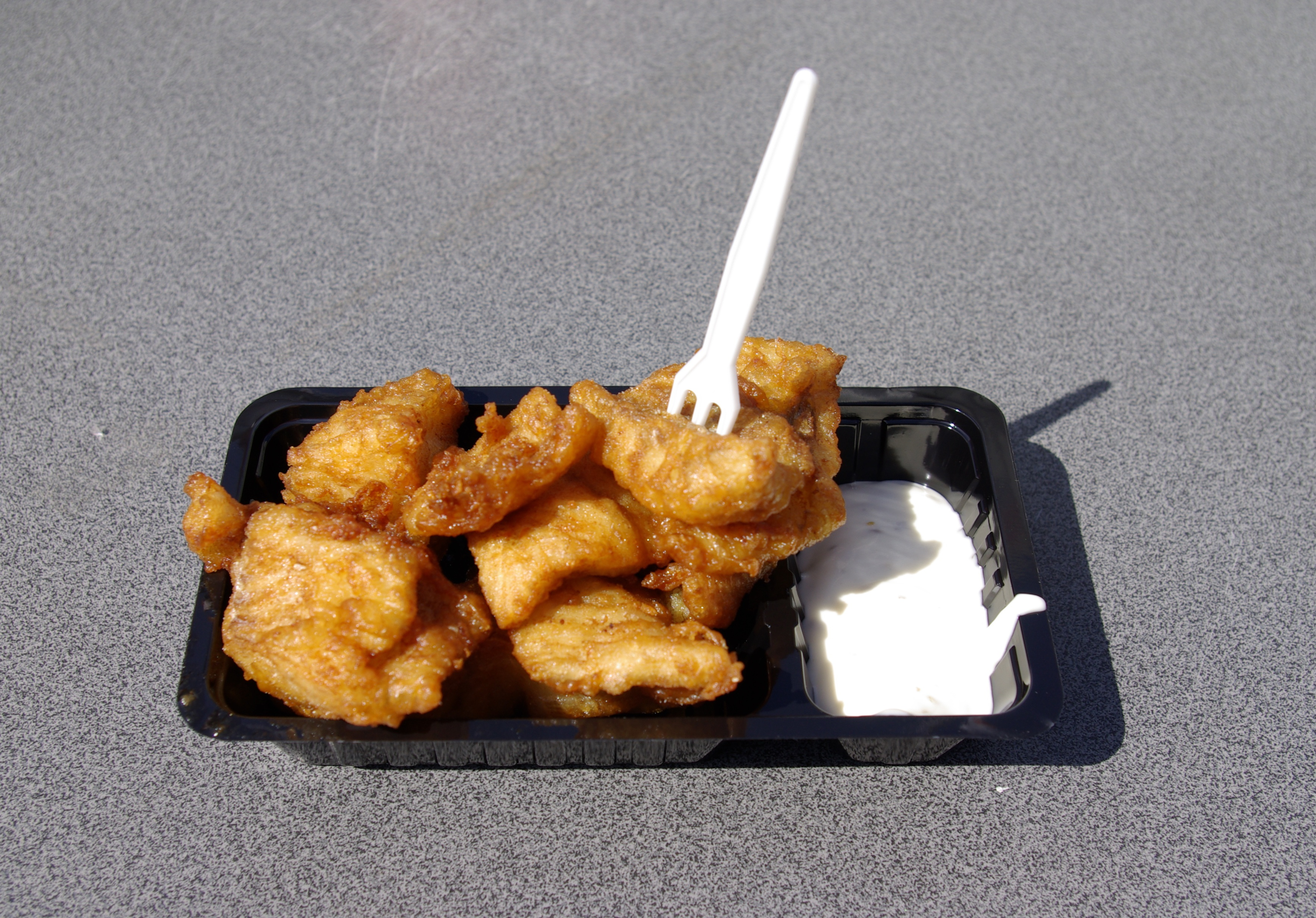
Porção de kibbeling com molho de alho

Kibbeling é um petisco holandês em base de pedaços de peixe fritados em polme. São consumidos tipicamente com molho de alho. A palavra vem de kabeljauw-wang ('bochecha de bacalhau'), e denota as partes do peixe que eram consideradas lixo, mas que constituiam parte importante do cardápio dos pobres  no século 19.
Hoje em dia, kibbeling é feito com vários tipos de peixe branco, como juliana, pescada branca, eglefim, badejo ou escamudo.